# Joss Ackland
Pour les articles homonymes, voir Ackland.
Joss Ackland est un acteur britannique né le 29 février 1928 à North Kensington (Angleterre) et mort le 19 novembre 2023 à Clovelly (Angleterre).

## Biographie

### Jeunesse et études
Sidney Edmond Jocelyn Ackland naît le 29 février 1928 à North Kensington, un quartier de Londres. Son père, Sydney Norman Ackland, est un journaliste irlandais, sa mère, Ruth Izod, une employée de maison. Il fait ses études à la Central School of Speech and Drama dans la classe d'Elsie Fogerty (en).

### Carrière
Au cinéma, il a joué dans Les Trois Mousquetaires, Contre une poignée de diamants, Le Sicilien, Le Complot, L'Arme fatale 2, À la poursuite d'Octobre rouge, Les Folles Aventures de Bill et Ted, Les Petits Champions, Cavale sans issue, Les Petits Champions 3 et K-19 : Le Piège des profondeurs.
En 1974, la FIFA lui confie l'intégralité du récit de "Coups de pieds vers la gloire", film de 129 minutes qui raconte l'épopée de la coupe du monde de football 1974.
Il meurt le 19 novembre 2023 à Clovelly, dans le Devon, à l'âge de 95 ans,.
Il a été fait Commandeur de l'ordre de l'Empire britannique par la reine Elisabeth II en 2001.

### Vie privée
Joss Ackland épouse l'actrice Rosemary Kirkcaldy le 18 août 1951. En 1954, il s'installent à Lilongwe au Nyassaland (aujourd'hui Malawi) où ils dirigent une plantation de thé durant six mois avant de déménager pour Le Cap en Afrique du Sud. Ils rentrent en Angleterre en 1957 pour reprendre leurs carrières respectives.
Le couple a 7 enfants (Paul, Melanie, Antonia, Penelope, Samantha, Kirsty et Toby). En 1963, pour échapper à l'incendie qui ravage leur maison et sauver ses cinq enfants, Rosemary se lèse la colonne vertébrale en sautant par la fenêtre, bien qu'enceinte Bien que les médecins lui annoncent qu'elle ne remarchera jamais et qu'elle risque de perdre son bébé, elle accouche de son sixième enfant puis 18 mois plus tard fait ses premiers pas,
Leur fils aîné, Paul, meurt d'une overdose d'héroïne en 1982 à 29 ans En 2000, on diagnostique à Rosemary une sclérose latérale amyotrophique. Elle meurt le 25 juillet 2002.

## Théâtre
- 1958-1959 : Henry V, Hamlet et La Nuit des rois de Shakespeare, mise en scène de Michael Benthall, Broadway Theatre : l'archevêque de Canterbury, le duc d'Orléans, le duc de Bourgogne / Marcellus / Sir Toby Belch

## Filmographie partielle

### Cinéma
- 1950 : Ultimatum (Seven Days to Noon) de John Boulting et Roy Boulting : le policier qui a une bonne idée
- 1959 : Le Songe d'une nuit d'été de Jiří Trnka : Quince (voix)
- 1962 : Les Enfants du capitaine Grant de Robert Stevenson
- 1966 : Raspoutine, le moine fou de Don Sharp
- 1970 : Le Mannequin défiguré d'Alan Gibson
- 1971 : La Maison qui tue de Peter Duffell, segment Waxworks : Neville Rogers
- 1973 : Les Dix Derniers Jours d'Hitler (Hitler : The Last Ten Days) d'Ennio De Concini : Wilhelm Burgdorf
- 1973 : Les Trois Mousquetaires de Richard Lester : d'Artagnan père
- 1974 : Contre une poignée de diamants (The Black Windmill) de Don Siegel : le superintendant en chef Wray
- 1974 : "Coups de pieds vers la gloire"
- 1974 : Les 'S' Pions d'Irvin Kershner : Martinson
- 1974 : Le Petit Prince (The Little Prince) de Stanley Donen : le Roi
- 1975 : Sept Hommes à l'aube (Operation: Daybreak) de Lewis Gilbert : Janák
- 1975 : Le Froussard héroïque (Royal Flash) de Richard Lester : Sapten
- 1978 : Banco à Las Vegas (Silver Bears) d'Ivan Passer
- 1978 : L'Empire du Grec (The Greek Tycoon) de J. Lee Thompson
- 1978 : La Grande Cuisine (Who is Killing The Great Chiefs of Europe ?) de Ted Kotcheff
- 1978 : Le Casse de Berkeley Square de Ralph Thomas
- 1979 : Jack le Magnifique (Saint Jack) de Peter Bogdanovich : Yardley
- 1980 : Rough Cut
- 1985 : Zoo (A Zed and Two Noughts)
- 1987 : Sur la route de Nairobi de Michael Radford
- 1987 : Le Sicilien (The Sicilian) de Michael Cimino
- 1988 : Le Complot d'Agnieszka Holland
- 1989 : L'Arme fatale 2 (Lethal Weapon 2) de Richard Donner : Arjen Rudd
- 1990 : Oublier Palerme de Francesco Rosi
- 1990 : À la poursuite d'Octobre rouge de  John McTiernan
- 1991 : Les Imposteurs de Michael Lindsay-Hogg
- 1991 : Les Folles Aventures de Bill et Ted de Peter Hewitt
- 1992 : Les Petits Champions de Stephen Herek
- 1992 : Banco pour un crime (Once Upon a Crime...) de Eugene Levy
- 1993 : Cavale sans issue de Robert Harmon
- 1994 : Miracle sur la 34e rue de Les Mayfield
- 1994 : Giorgino de Laurent Boutonnat
- 1995 : Mad Dogs and Englishmen de Henry Cole
- 1996 : Surviving Picasso de  James Ivory
- 1996 : Les Petits Champions 3 de  Robert Lieberman
- 1997 : Au cœur de la tourmente de  Beeban Kidron
- 1997 : Firelight : Le Lien secret de
- 2000 : D'un rêve à l'autre d'Alain Berliner
- 2002 : Sans motif apparent de  Bob Rafelson
- 2002 : K-19 : Le Piège des profondeurs (K-19: The Widowmaker) de  Kathryn Bigelow
- 2005 : Asylum de  David Mackenzie
- 2006 : Moscow Zero de María Lidón
- 2007 : Le Casse du siècle de  Michael Radford

### Télévision

#### Téléfilms
- 1989 : First and Last d'Alan Dossor : Alan Holly
- 1995 : Citizen X : Bondarchuk
- 2005 : Icône (Icon) : le général Nikolaiev
- 2008 : Pinocchio, un cœur de bois : maître Cerise
- 2013 : La Malédiction de la pyramide (Prisoners of the Sun) : le professeur Mendella

#### Séries télévisées
- 1964 : Z-Cars, épisode Happy Families : Mr. Shields
- 1967 : Z-Cars : détective-inspecteur Todd (41 épisodes)
- 1969 : Chapeau melon et bottes de cuir  (1 épisode)
- 1971 : Amicalement vôtre  (1 épisode)
- 1976 : The Crezz (en) : Charles Bronte (12 épisodes)
- 1978 : Le Retour du Saint (1 épisode)
- 1982 : Les Confessions du chevalier d'industrie Félix Krull
- 1985 : Les Aventures de Sherlock Holmes, épisode Les Hêtres pourpres : Jephro Rucastle
- 1987 : Queenie, la force d'un destin de Larry Peerce : Sir Burton Rumsey
- 1991 : Ashenden (en) de Christopher Morahan : Cumming
- 1992 : Les Aventures du jeune Indiana Jones (1 épisode)
- 1993 : Screen Two (en), épisode Des voix dans le jardin : Sir Charles Peverill/Peveral
- 2005 : Inspecteur Barnaby, épisode La Course à l'héritage : Sir Freddy Butler
- 2006 : Les Contes du Disque-monde (Hogfather) : Mustrum Ridcully
- 2007 : Kingdom (en) (1 épisode) : John Narbutowicz

#### Clips musicaux
- 1988 : Always on My Mind, clip du groupe Pet Shop Boys : le passager en voiture

## Distinctions

### Nominations
- BAFA Awards 1987 : Meilleur acteur dans un second rôle pour Sur la route de Nairobi
- BATA Awards 1990 : Meilleur acteur pour First and Last
- CableACE Awards 1993 : Meilleur second rôle masculin dans un téléfilm ou une minisérie pour Ashenden